# Wschód księżyca (obraz Stanisława Masłowskiego)
Wschód księżyca – obraz olejny na płótnie polskiego malarza Stanisława Masłowskiego sygnowany 1884, znajdujący się (2022) w zbiorach Muzeum Narodowego w Krakowie.

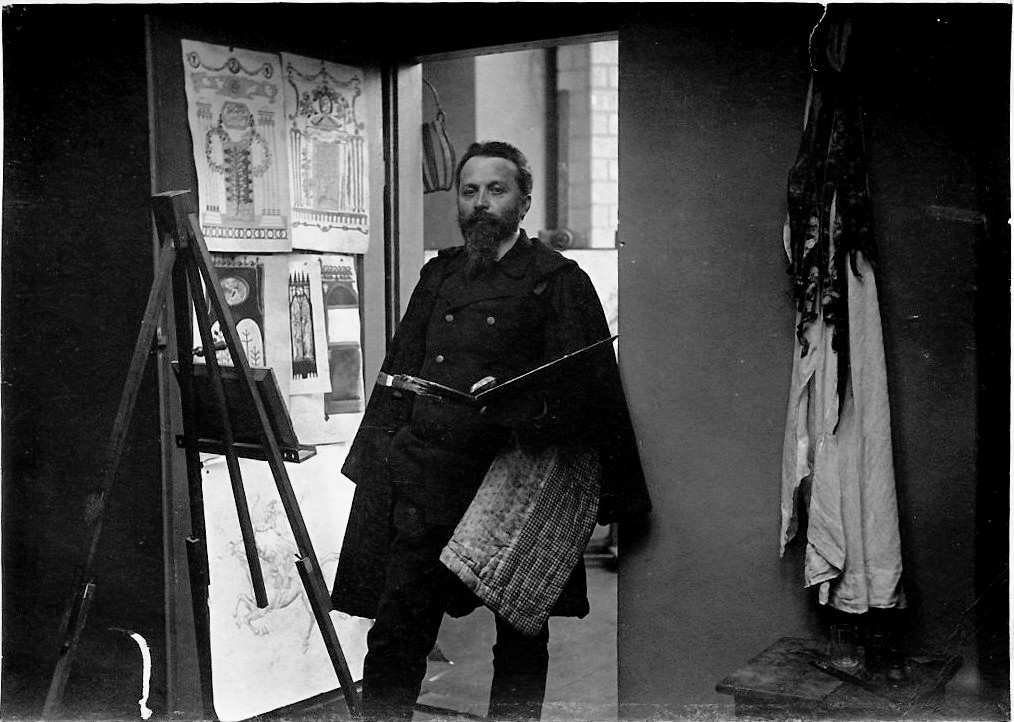
Stanisław Masłowski w swej pracowni przy ulicy Mokotowskiej w Warszawie, około roku 1900, źródło: archiwum rodzinne

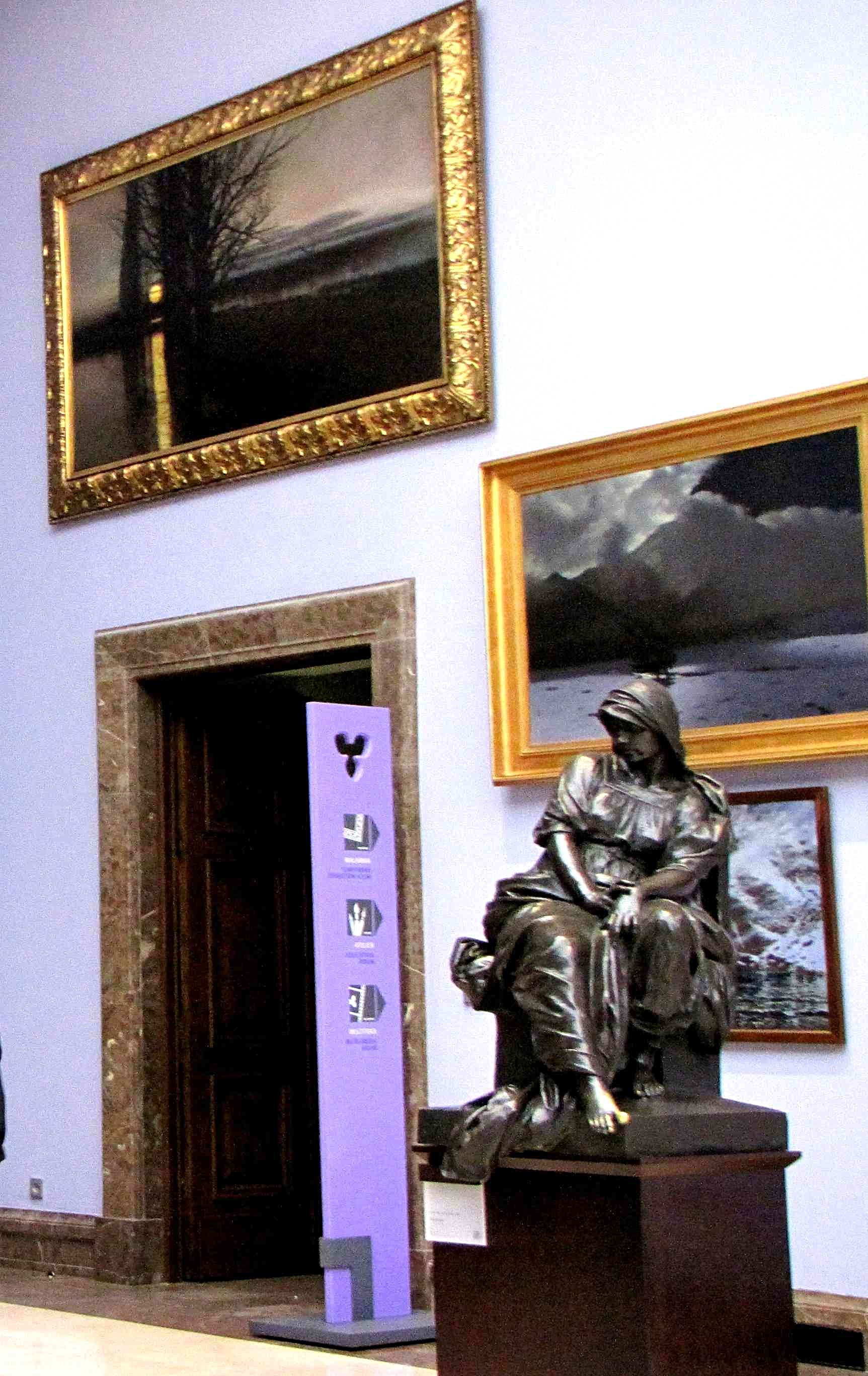
Obraz Masłowskiego "Wschód księżyca" eksponowany w Muzeum Narodowym w Krakowie, Oddział w Sukiennicach, zdjęcie z 28 czerwca 2011

## Opis
Jest to obraz olejny na płótnie polskiego malarza Stanisława Masłowskiego o wymiarach 124 x 220 cm, sygnowany: >>S. Masłowski, Warsz. 84<<.
Opisywany obraz jest pejzażem o charakterze nokturnu. Ukazuje on wieczorny widok na rozległą panoramę nieba i wody przedzielonej pasem piaszczystej grobli i szeregiem drzew - niemal bezlistnych topoli. Na tle nieba widoczne są szare poziome smugi chmur. Tuż ponad horyzontem widać złocisto-żółtą tarczę księżyca, częściowo przesłoniętą szarą, chmurną smugą. Na tafli wody zaznaczone jest odbicie tarczy księżyca w formie złocistej pionowej smugi biegnącej z oddali, od horyzontu, w stronę widza.

## Uzupełniające informacje
Data na sygnaturze nie jest równoznaczna z datą powstania obrazu. Pisał, bowiem, na ten temat syn artysty Maciej Masłowski, historyk sztuki (1957): [...]"Widać jasno, że obraz był wynikiem długotrwałych studiów. Potwierdza to przypuszczenie relacja samego autora: >>Co do powstania obrazu - pisze w swej notatce autobiograficznej z 1902 roku - jest to jeden z najpierwszych, ściślej mówiąc jest czwartym z rzędu. Namalowałem to płótno (tj. skończyłem i wystawiłem) w roku 1885, było jednak rozpoczęte wcześniej na jakie lat pięć<<. Oczywiście, jak zawsze u ojca matematyka zawodzi. Obraz ani nie był czwartym z rzędu, ani nie skończony w r. 1885, można wątpić nawet w ścisłość owych 5 lat, ale malarz dobrze pamiętał, że pracował nad nim długo, zanim go skończył. [...]"
Obraz ten był początkowo wystawiany i reprodukowany pod różnymi nazwami. I tak Henryk Piątkowski w życiorysie artysty zamieszczonym w Katalogu zbiorów T.Z.S.P. w Warszawie, Warszawa 1924, nazwał go >>Groblą boruszkowiecką. W Zachęcie (1884) wystawiony był jako >>Wieczór<< ; w Towarzystwie Przyjaciół Sztuk Pięknych w Krakowie (1886) - jako >>Wieczór<<; na pierwszej Wielkiej Wystawie Sztuki Polskiej w Krakowie w 1887 jako >>Wschód księżyca<< (własność L.Michałowskiego, nr kat. 151); na Wystawie Sztuki Polskiej we Lwowie (1894) wystawiony był jako >>Krajobraz przy świetle księżyca<< (za ten obraz otrzymał malarz list pochwalny). W 1900 roku został zakupiony do zbiorów Muzeum Narodowego w Krakowie. Wzmianki o nim zamieściły m.in. >>Kłosy<<, 1884, t.34, s. 263 pisząc: "Do najpiękniejszych obrazów należy także >>Noc<< p. Masłowskiego") i >>Tygodnik Ilustrowany<<, 1885, półr. I, s.86, gdzie Wojciech Gerson w artykule zatytułowanym >>Z dziedziny sztuk pięknych<< pisał: >>Pełen poetyczności jest krajobraz Masłowskiego nocny [...]<< Reprodukowały go między innymi: >>Tygodnik Ilustrowany<<, 1902, półr.I, s. 405; >>Świat<<, Warszawa, 1907, nr 29, s. 5, a także Muzeum Narodowe w Krakowie (na oddzielnej karcie).
"Wschód księżyca" i później był pochlebnie recenzowany. Na jego temat Halina Cękalska-Zborowska sformułowała (1969) następujące uwagi: "Istotnie jest to bardzo interesujący obraz. Masłowski rozwiązywał tu problem przyćmionego światła, problem subtelnej gradacji waloru, lśnienia światła na wodzie modelującego delikatnie topole na grobli dzielącej płaszczyznę wody. Woda, niebo, drzewa ze splotem konarów i gałęzi, prawie zupełnie bez liści, złączone w całość, są przedmiotem obiektywizowanej obserwacji artysty. Praca nad obrazem trwała długo, poprzedzona studiami." Wacława Milewska odnajduje w omawianym obrazie związki z pracami malarskimi Claude Moneta: "Zachód słońca" i "Impresja, wschód słońca" (1872) podkreślając, że opisywane "dzieło Masłowskiego – bodaj najwybitniejsze w jego dorobku – reprezentuje typ malarstwa nastrojowego, tzw. stimmungu".

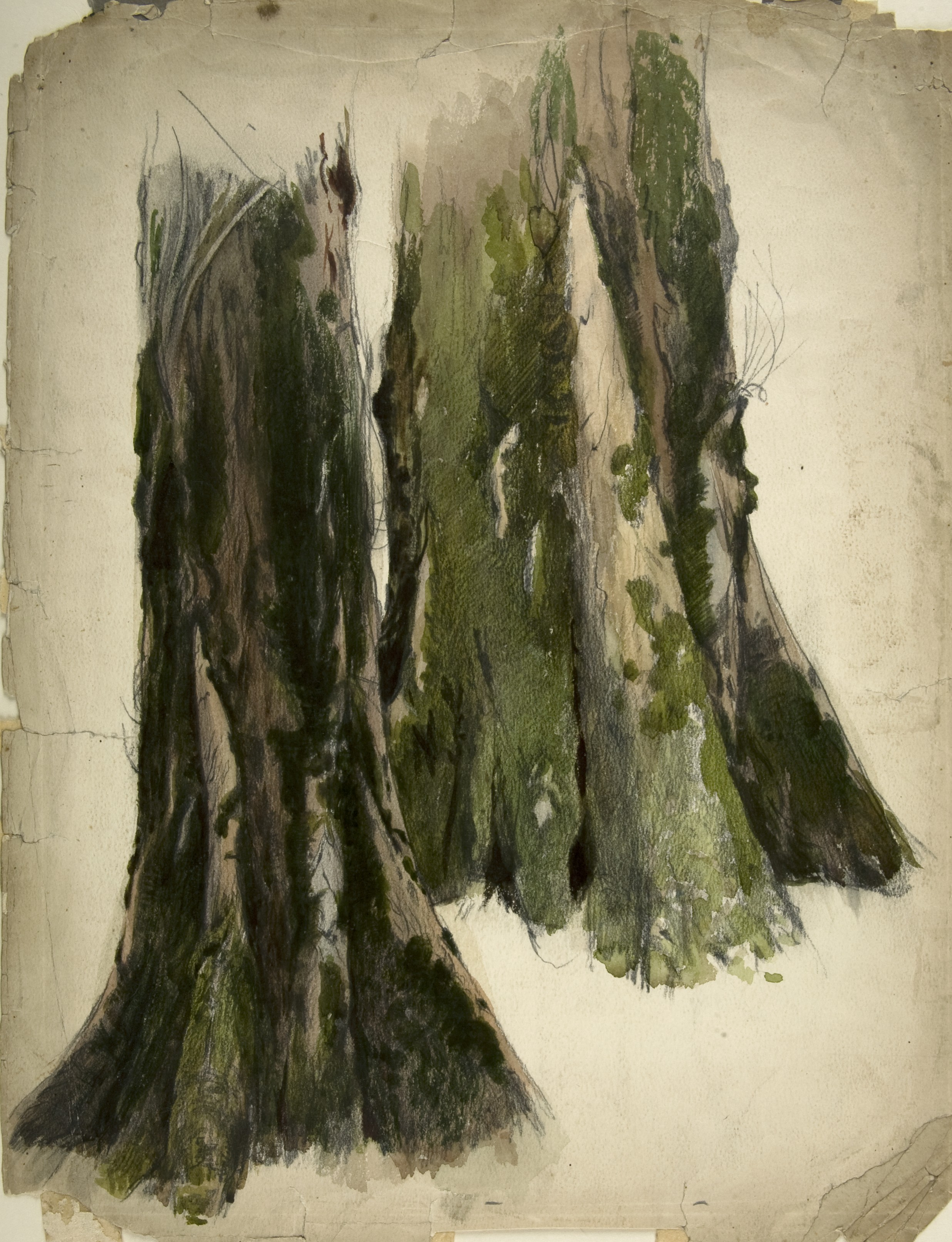
Szkic pni topoli do Wschodu księżyca, ok. 1880 (pracownia fot. Muzeum Narodowego w Krakowie)

Mimo, ze studia do obrazu były liczne i trwały długo, to nie zachowały się żadne szkice oprócz dwóch  rysunków pni potężnych topoli podmalowanych akwarelą. Maciej Masłowski pisał: "Obraz jest bez sentymentalizmu, a jednak ten świetlny eksperyment malarski nie był robiony bez sentymentu. Ciekawa i nieoczekiwana jest jego geneza literacka, wywodził ją sam autor z >>Beniowskiego<< 'Księżyc wstąpił krwawy i oczerwieniać zaczął staw Ladawy' (J. Słowacki: Beniowski, Pieśń I, ww. 383-384) [...]"
Obraz stał się inspiracją dla amerykańskiej poetki Sary Teasdale (1884-1933) dla napisania wiersza "Moonlight".
Obraz miał istotne znaczenie w twórczym rozwoju artysty w latach 1884–1887, kiedy to - według jego syna -  

>>Masłowski [...] wszedł w nową fazę twórczości i w nowe środowisko sztuki nawiązując bliskie stosunki koleżeńskie z grupą malarzy i pisarzy związaną z „Wędrowcem”, z A. Gierymskim i A. Sygietyńskim, z młodymi J. Pankiewiczem i W. Podkowińskim. Okres ten już w 1884 roku zaowocował dużą olejną kompozycją wykonaną w pracowni, którą jest pejzaż zatytułowany „Wschód księżyca” (Muzeum Narodowe w Krakowie – Oddział w Sukiennicach). W malarstwie Masłowskiego wysunął się teraz na czoło problem światła w nocy i w dzień – obok koloru problem waloru. Malarstwo Masłowskiego uległo w tym okresie głębokim przemianom. [...] "Wschód Księżyca" zwany także "Nocą" lub "Groblą", być może najlepszy produkt całej pracownianej twórczości Masłowskiego, a także, kto wie, czy nie jeden z najbardziej klasycznych i wczesnych dokumentów "czystego pejzażu" w malarstwie polskim tej epoki. Obraz ten może stanowić godło omawianego teraz etapu, który wypełniają dalsze coraz bardziej pomyślne wyzwoliny malarskości i uwalnianie się spod nacisku wszelkich konwencji, walka uparta o nową sztukę formy i wyrazu, o nową naturę. Uderza w tej kompozycji pejzażowej prostota motywu - rząd gołych, prawie bezlistnych topoli, pnie, konary, gałęzie, ciemna smuga grobli wśród jasnych pasów wody zamkniętych ciemną linią horyzontu i skromnym niebem, i księżyc. Uderza w obrazie jakaś chłodna prawda obserwacji, rzadko spotykana u Masłowskiego oszczędność wyrazu koncentrująca uwagę na głównym problemie, którym jest sprawa powietrza i światła. Wyrasta przed nami kompozycja blasków, cieni, półmroków, połysków, szarzyzn, brązów, fioletów, czerwonawych czerni, rudzizn drgających, subtelności światłocieniowe nieba, wody, wibracja światła prawie impresjonistyczna. I znowu księżyc i jakaś ostatnia resztka ginącego dnia na zachodzie. Wrażenia starannie podpatrywanego i studiowanego momentu przeprowadzono z precyzyjną konsekwencją. Widać jasno, że obraz był wynikiem długotrwałych studiów<<

Na szczególne miejsce "Wschodu księżyca" na drodze rozwojowej twórczości Masłowskiego zwrócił również uwagę Tadeusz Dobrowolski (1960) - pisząc: [...] "Około r. 1880 zaczęły się zacieśniać związki artysty z naturą i żywym modelem, pojmowanymi jeszcze w kategoriach tradycyjnych (nieimpresjonistycznych). Pouczają o tym jego doskonałe rysunki w rodzaju pełnego ekspresji >>Domokrążcy<< z r. 1884 [...], zwłaszcza zaś jego reprezentatywne płótno z r. 1884 pt. >>Wschód księżyca<< (w krakowskim Muzeum Narodowym), informujące o znacznym zmyśle obserwacyjnym swego twórcy. Żywioł powietrza i wody, nagie drzewa na grobli przecinającej na dwie części rozległą płaszczyznę stawów i wieczornego, pochmurnego nieba oraz zwierciadlany blask księżyca na wodzie przynoszą pełną iluzję rzeczywistości."[...]
W 2023 roku obraz Masłowskiego został włączony do talii Dixit MNK - dodatku do gry Dixit.

## Literatura
- Halina Cękalska-Zborowska: "Wieś w malarstwie i rysunku naszych artystów", Warszawa 1969, Ludowa Spółdzielnia Wydawnicza
- Tadeusz Dobrowolski: Nowoczesne malarstwo polskie, t. II, Wrocław - Kraków, 1960, wyd. Zakład Narodowy im. Ossolińskich - Wydawnictwo
- Stanisław Masłowski – Materiały do życiorysu i twórczości, oprac. Maciej Masłowski, Ossolineum, Wrocław 1957
- Wacława Milewska, Muzeum Narodowe w Krakowie - http://imnk.pl/gallerybox.php?dir=SU442 (dostęp czw, 21 lip 2022, 13:58:42)